# بوب مكاي
بوب مكاي (بالإنجليزية: Bob McKay)‏ هو لاعب كرة قدم أمريكية أمريكي، ولد في 27 ديسمبر 1947 في سيمينول في الولايات المتحدة.

## وصلات خارجية
- بوب مكاي على موقع مرجع كرة القدم المحترفة.كوم (الإنجليزية)